# Hotel Bayerischer Hof (Freising)

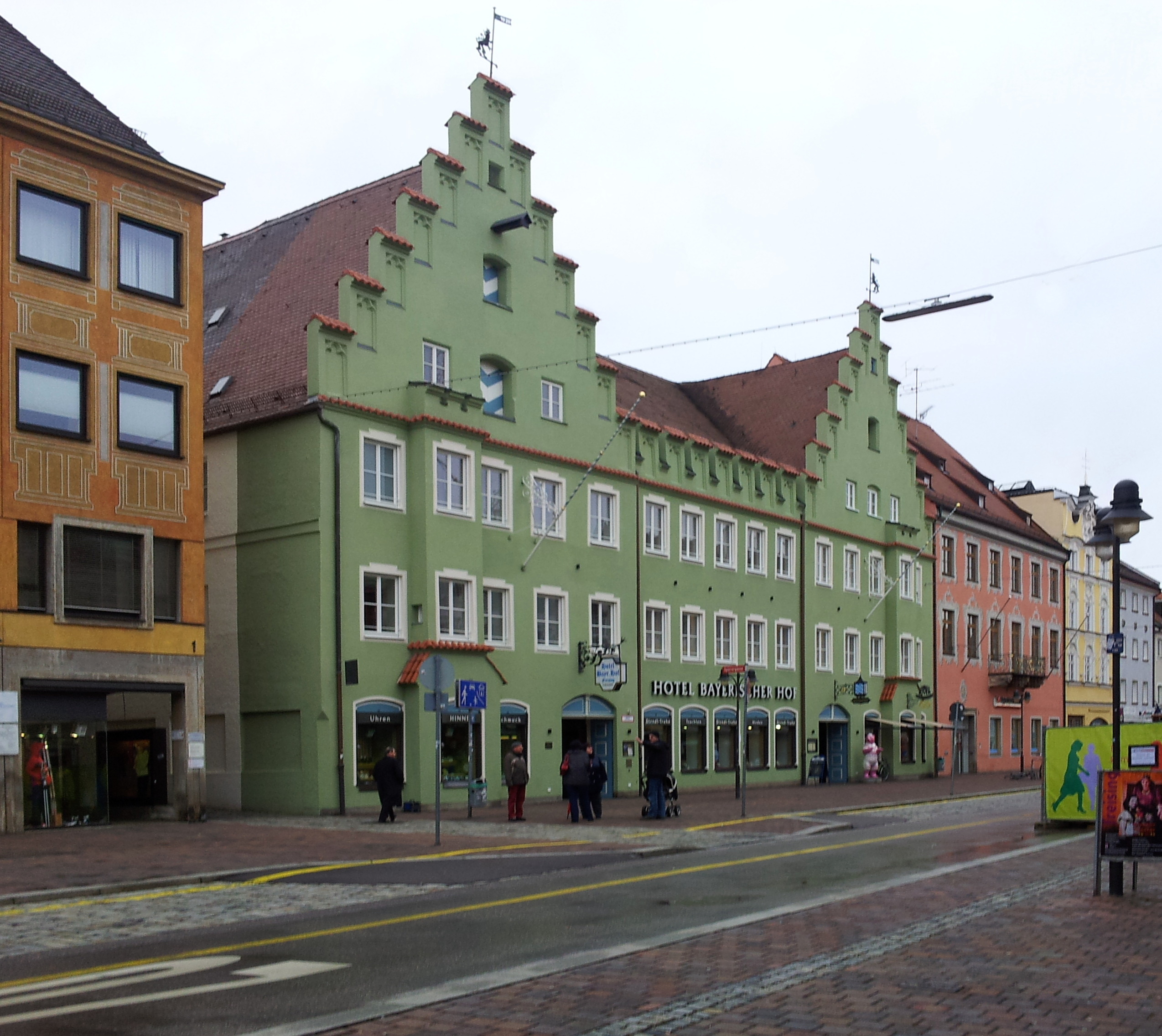
Das Hotel Bayerischer Hof in Freising

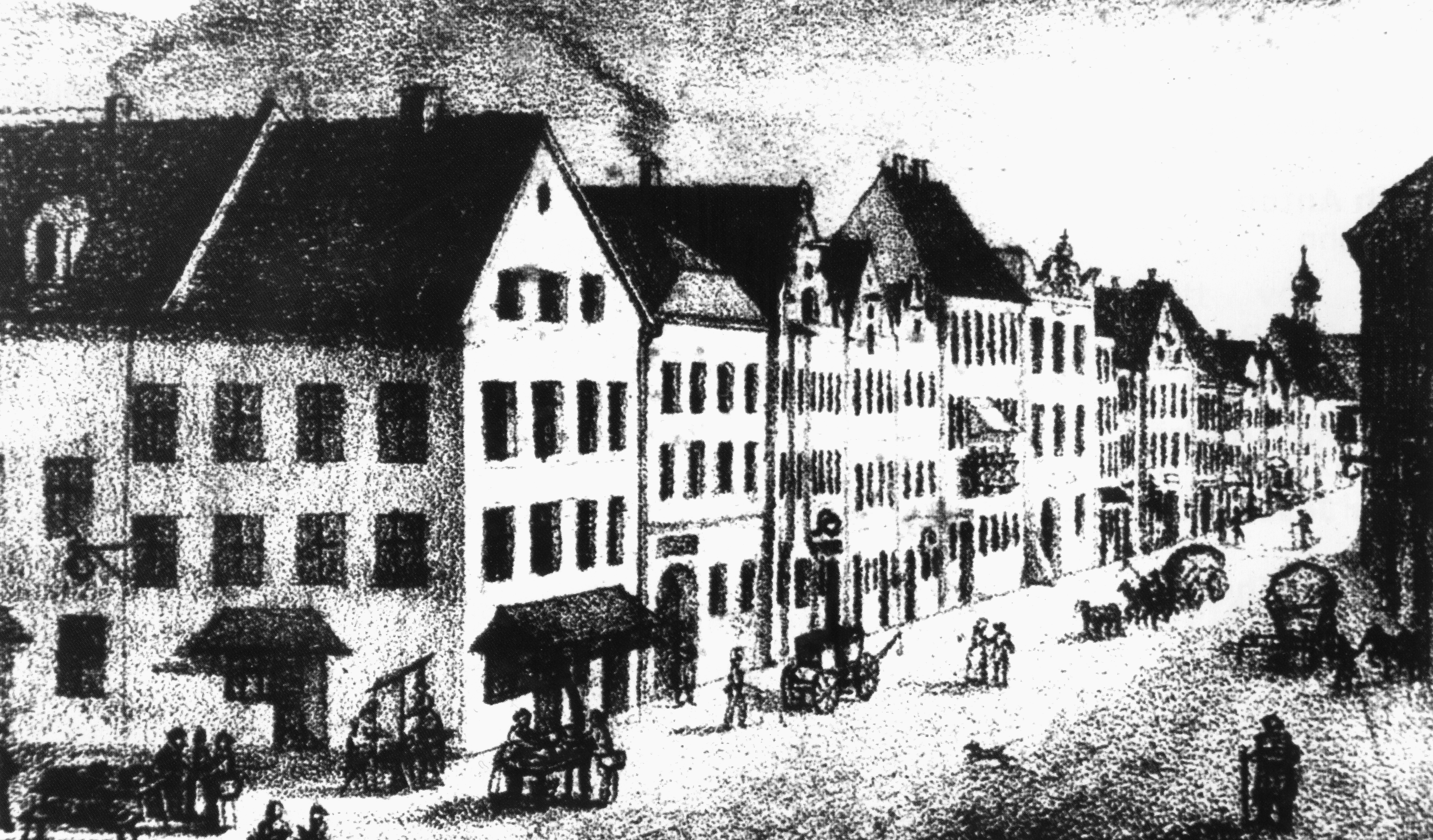
Untere Hauptstraße in Freising um 1835; 2. Haus: Kochbräu 3. Haus: Heiglbräu 4. Haus: Heiglbäcker 5. Haus: Weindlbräu

Das Hotel Bayerischer Hof ist ein denkmalgeschütztes Hotelgebäude in der historischen Altstadt von Freising (Oberbayern).

## Geschichte
Der stattliche Bau stammt zum Teil noch aus dem Frühbarock (Dachwerk des Westflügels von 1614). Um 1840 wurden die Nachbarbauten erneuert und mit dem Altbau vereinigt, um 1860 erfolgte ein weiterer Umbau im neugotischen Stil. Der zur Straße gerichtete Flügel weist zwei mit Zinnen besetzte Treppengiebel auf.
Am Standort des Bayerischen Hofs ist bereits seit dem 17. Jahrhundert eine Brauerei nachgewiesen. 1637 wurde Simon Klaffenbacher, Bürgermeister von Dachau und später auch Bürgermeister von Freising, durch Heirat deren Besitzer. Ab Mitte des 17. Jahrhunderts trug die Brauerei den Namen Heiglbräu nach dem damaligen Eigentümer Servibus Heigl.
Im Jahr 1825 heiratete der selbst aus einer Brauerei stammende Franz Sporrer die verwitwete Inhaberin des Heiglbräu. 1834 erwarb er die zwei benachbarten Häuser: die Heiglbäckerei und den Gasthof Weindlbräu. Er ließ alle drei Gebäude abreißen, um an deren Stelle den heutigen Hotelbau zu errichten.
1889 kaufte Franz Dettenhofer, ein ehemaliger Angehöriger des in Neustift stationierten 3. Cheveauleger-Regiments, den Gasthof. Nach einer weiteren grundlegenden Modernisierung eröffnete er den Bau wieder unter dem Namen Bayerischer Hof. Es befindet sich immer noch im Besitz der Familie Dettenhofer. Von 2012 bis 2014 wurde das Hotel im laufenden Betrieb umfassend erneuert.